# Ulrike Truger

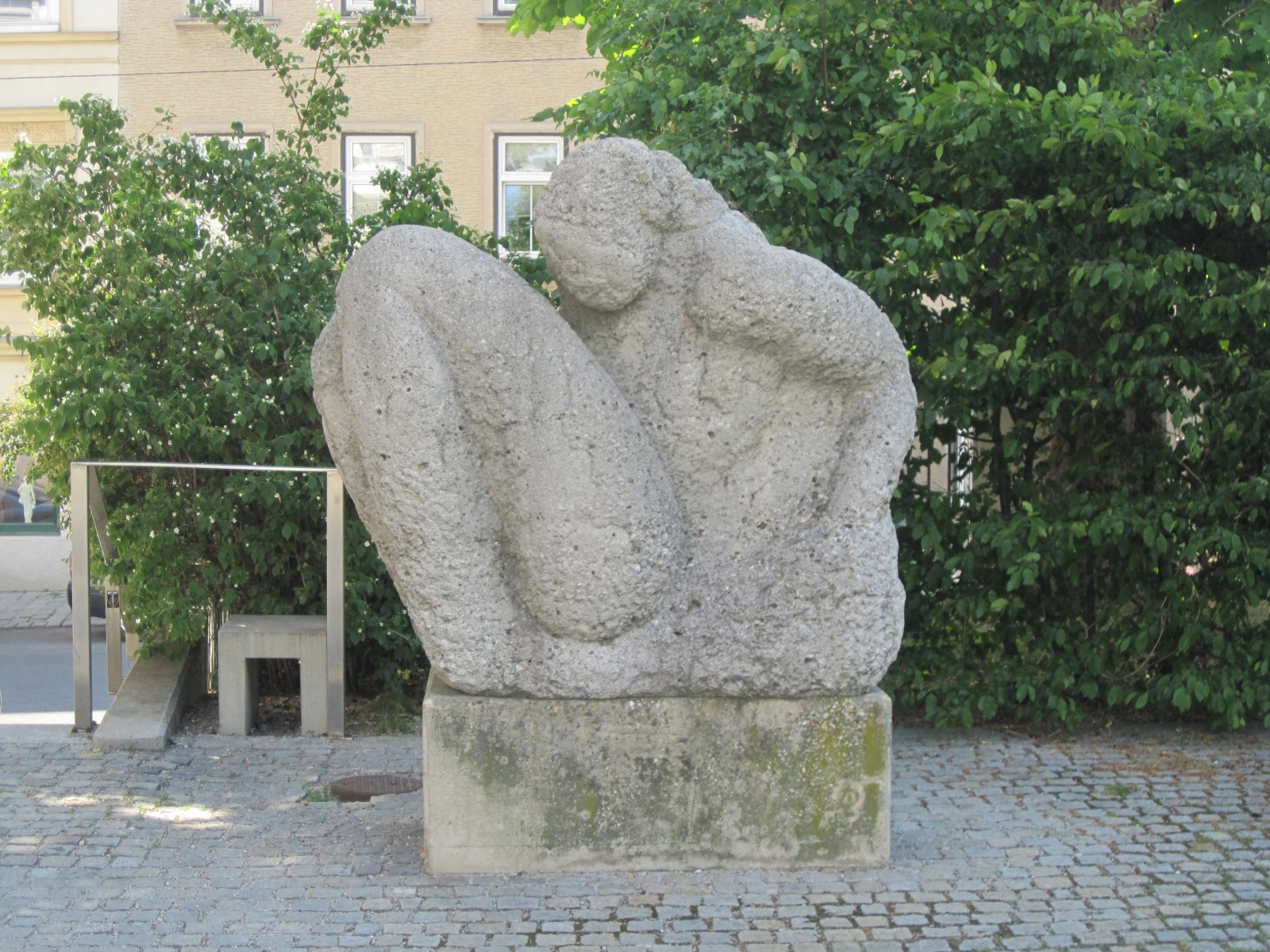
Sich Erhebende (1979)

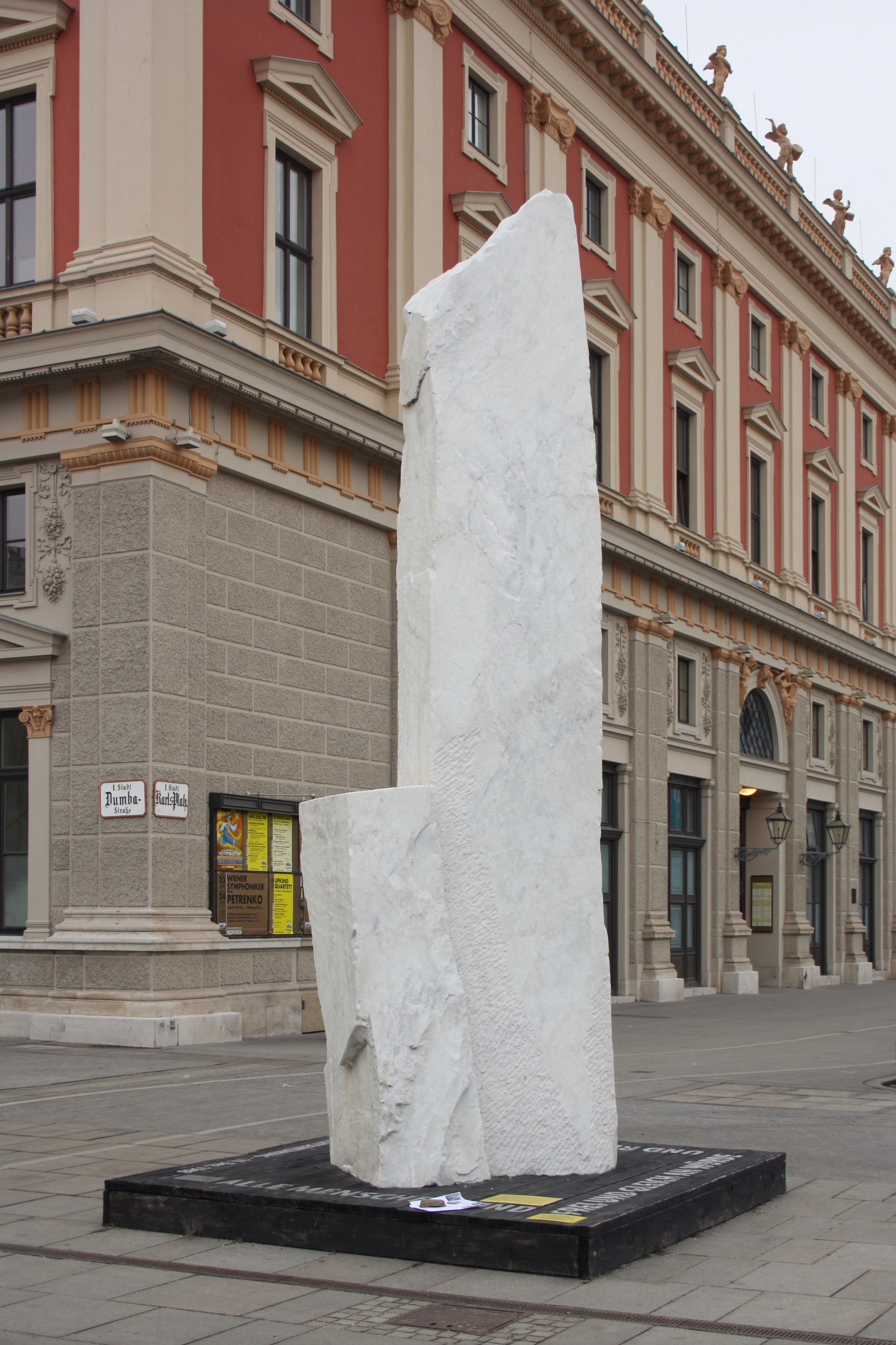
Skulptur Gigant (2009)

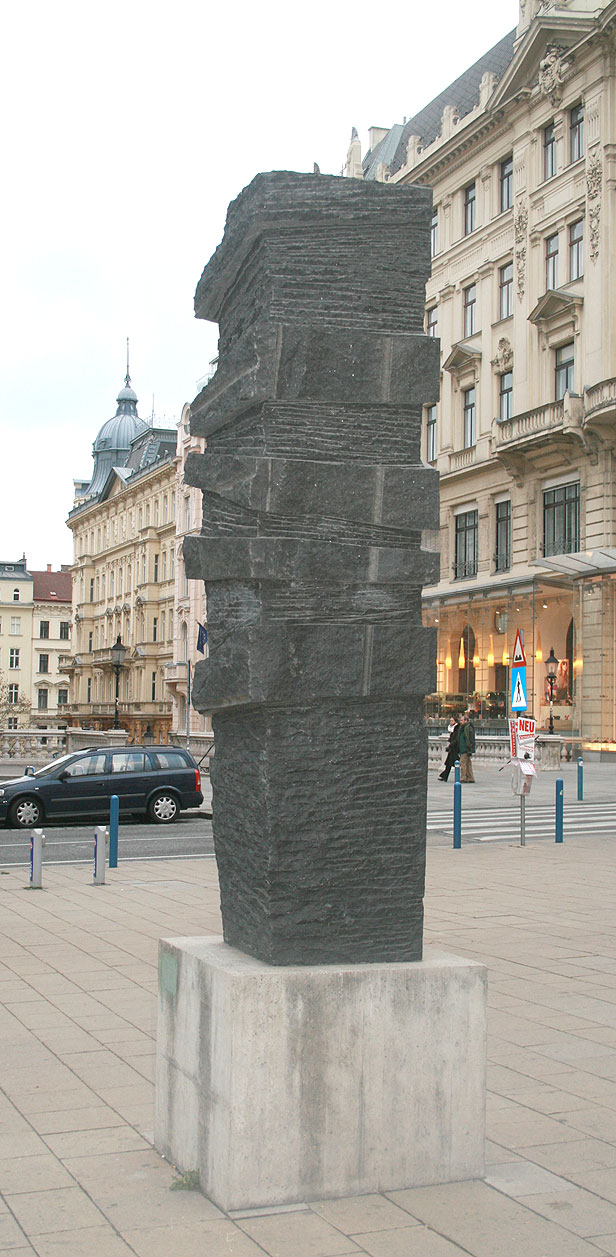
Skulptur zu Marcus Omofuma

Ulrike Truger (* 16. Oktober 1948 in Hartberg, Steiermark) ist eine österreichische Bildhauerin und lebt und arbeitet in Wien und Buchschachen im Burgenland.

## Leben
Truger übersiedelte 1951 nach Wien, maturierte, studierte Mathematik, und studierte Bildhauerei in der Hochschule für Angewandte Kunst bei Wander Bertoni.
1995 kaufte Truger einen leerstehenden Hof in Buchschachen, renovierte und erweiterte ihn mit einem Atelier.
Im November 2009 stellte sie ohne baurechtliche Genehmigung eine monumentale, 16 Tonnen schwere Marmorskulptur namens „Gigant“, ein Mahnmal für die Menschenrechte, vor dem Haus des Wiener Musikvereins in der Wiener Innenstadt auf. Anschließend wollte die Bildhauerin die Skulptur für 250.000 Euro der Stadt Wien verkaufen, diese stieg jedoch trotz Fürsprache Diverser aus der Kulturszene nicht ein und stellte am 3. Jänner 2011 einen Abtragungsbescheid aus. Am 1. März 2011 ließ die Künstlerin auf Grund der Kosten- und Strafandrohungen der Gemeinde Wien die Skulptur abtransportieren.

## Funktionen (Auswahl)
- 1990 Berufung in den Beirat für bildende Kunst im Ministerium
- 1988–1990 Präsidentin des Berufsverbandes bildender Künstler Österreichs
- 1989 Leitung des internationalen Bildhauersymposions Lindabrunn
- 2000 Österreichische Kulturwoche in Addis Abeba, Leitung des Bildhauer-Workshops

## Werke (Auswahl)
- 1979 Sich Erhebende, Lindabrunner Konglomerat, Wien, Arbeiterkammer
- 1982 Vordere weibliche Mitte, Bronze, Wien, Hallenbad Brigittenau
- 1982 Guten Morgen, Sterzinger Marmor, Oberwart, Schwerpunktkrankenhaus
- 1983 Sich Erhebende II, Kalkstein, Grafenschachen, Volksschule, Burgenland
- 1983 Torso, Carrara-Marmor, Wien, Kurpark Oberlaa
- 1984 Sich Erhebende III, Serpentin Tauerngrün, Wien-Kagran, Internationale Schule
- 1985 Aufbruch II, Krastaler Marmor, Wien-Ottakring, Wohnhausanlage, Ottakringer Straße 9–15
- 1986 Große Liegende, Serpentin Tauerngrün, Wien-Ottakring, Höhere Bundeslehranstalt für Mode und Bekleidungstechnik
- 1986 Lucia, Griechischer Marmor, Wien Innere Stadt, Bank für Arbeit und Wirtschaft
- 1988 Große Liegende, Reinhardtsdorfer Sandstein, Berlin, Treptower Park
- 1991 Steinerner Fluß, Serpentin Tauerngrün, Hartberg, Fußgängerzone
- 1991 Bein, Hüfte, Wirbelsäule, Arm, Untersberger Marmor, Salzburg, Sanatorium Pierer
- 1993 Die Stolze, Waldviertler Marmor, Salzburg, Bank für Arbeit und Wirtschaft
- 1995 Wandgestaltung mit Architekt Wolfgang Brunbauer, Serpentin, Tauerngrün und Beton, Wiener Neustadt, Arena Nova[5]
- 1996 Auftauchende, Waldviertler Marmor, Salzburg, Universität
- 1999 Sich Erhebende, Lindabrunner Konglomerat, Wien-Ottakring, Kunstmeile
- 2000 Wächterin, Carrara/Statuario Marmor, Wien, Burgtheater
- 2001 Elisabeth, Carrara/Statuario Marmor, Wien, Hermesvilla
- 2001 Aufbruch, Krastaler Marmor, Große Liege, Serpentin Tauerngrün, Oberwart, Stadtpark
- 2003 MARCUS-OMOFUMA-STEIN, Afrikanischer Granit, zu Marcus Omofuma, Wien – Mariahilfer Straße nächst dem MuseumsQuartier[6]
- 2009 GIGANT – Mensch Macht Würde, Carrara/Statuario Marmor, Wien – Karlsplatz Nähe Künstlerhaus, Präsentation des Menschenrechtssteins von 24. November 2009 bis 1. März 2011

## Auszeichnungen (Auswahl)
- 1974 Kunstpreis der Stadt Hartberg
- 1977 Theodor-Körner-Preis
- 1977 Auslandsstipendium der Steiermärkischen Landesregierung
- 1978 Arbeitsstipendium der Gemeinde Wien
- 1981 Staatsstipendium für bildende Kunst
- 1983 Wiener Festwochenpreis für Plastik
- 1983 Museumspreis der Kasser Art-Foundation
- 1984 Zuerkennung eines Staatsateliers im Prater
- 1987 Ehrenmedaille für besondere künstlerische Leistungen der Gesellschaft bildender Künstler Österreichs
- 2002 Kunstpreis der Theodor Kery-Stiftung
- 2002 Liesl Bareuther-Preis der Gesellschaft Bildender Künstler Österreichs

## Ausstellungen (Auswahl)
- 1978 Steirischer Herbst, Graz
- 1980 Sculpture live, Künstlerhaus, Wien
- 1981 Anthropos, Josefsplatz, Wien
- 1983 Wiener Festwochen, Orangerie im Palais Auersperg
- 1984 Frauenarbeit, BAWAG Foundation, Wien
- 1986 125 Jahre Künstlerhaus, Wien
- 1988 Treptower Park, Berlin
- 1989 Künstlerhaus, Graz
- 1990 Kunst in der Bauhütte, Lehrbauhof, Salzburg
- 1993 Städtische Museen, Heilbronn
- 1994 Kunst in der Landschaft, Gut Gasteil, Prigglitz
- 1995 4 Positionen Stein, Rupertinum, Salzburg
- 1997 Skulptur im Park, Renner-Institut, Wien
- 1999 Künstlerhaus, Wien
- 2001 Stein-Leben, Oberwart
- 2002 stein leben, Wiener Neustadt
- 2008 Künstlerhaus, Wien
- 2008 Landesgalerie, Eisenstadt
- 2008 Lisztzentrum, Raiding